# Нун цзя
Нун цзя (кит.農家) — одна из философских школ древнего Китая. Название школы переводят как школа земледельцев, школа аграрников или школа аграриев. Упоминается придворным историографом Бань Гу (32-92) в тридцатой главе «Ханьшу» среди десяти философских школ. Согласно Бань Гу, школа берет своё начало от чиновников ведомства земледелия. В «Хань шу и вэньчжи» (библиографическом разделе «Хань шу») названы представители школы и их сочинения. Ведущий представитель школы Сюй Син (IV век до н. э.) был выходцем из царства Чу. Своё учение представители школы возводили к Шэнь-нуну. Основное внимание они уделяли земледелию. Считали, что правитель должен вместе с народом заниматься земледелием. Взгляды Сюй Сина и его последователя Чэнь Сяна подверглись критике со стороны конфуцианца Мэн-цзы. Сочинения школы утеряны. Сведения о взглядах представителей этой школы можно найти в трактатах «Мэн-цзы», «Гуань-цзы», «Люйши чуньцю». Лю Шипэй (1884—1919), один из первых пропагандистов анархизма в Китае, видел во взглядах Сюй Сина подтверждение учений западных социалистов и анархистов.

## Свидетельства
Бань Гу пишет в «Ханьшу» (Глава тридцатая):

«Школа аграрников берет начало от чиновников ведомства земледелия. [Она заботится] о распространении „ста хлебов“, усиленно печется об уходе за шелковичными деревьями, чтобы было достаточно одежды и продовольствия. Поэтому „из восьми задач правления первая - это продовольствие, вторая - это товары“, да и Конфуций говорил, что „главное - это прокормить народ“. В этом её достоинство. Но если человек из захолустья будет осуществлять это учение, он решит, что не нужно служить совершенномудрым ванам, захочет, чтобы государь и подданные совместно обрабатывали землю, а это противоречит порядку отношений между высшими и низшими».
Оригинальный текст (кит.)農家者流，蓋出於農稷之官。播百穀，勸耕桑，以足衣食，故八政一曰食，二曰貨。孔子曰「所重民食」，此其所長也。及鄙者為之，以為無所事聖王，欲使君臣並耕，誖上下之序